# Tenax (chanson)
Tenax est une chanson italienne de 1982 composée par Enrico Ruggeri et Stefano Prevosti.
Diana Est l'a interprétée pour la première fois en 1982 lors de l'émission de variétés Premiatissima (it) puis en de nombreuses émissions. Elle a connu depuis un véritable succès national.

## Histoire
La chanson a connu un franc succès, malgré son faible classement. En effet, le meilleur classement du single a été seulement une vingt-troisième position parmi les singles les plus vendus, malgré avoir cependant été vendu à plus de cent mille unités. Le titre Notte senza pietà (Le Seul Survivant) et sur le face B du single.
Tenax comporte quelques vers en latin, probablement paraphrasés du poète comique latin Térence : "Sed modo senectus morbus est... carmen vitae immoderatae hic est".